# Liste der Kulturdenkmale in Stadtbredimus
In der Liste der Kulturdenkmale in Stadtbredimus sind alle Kulturdenkmale der luxemburgischen Gemeinde Stadtbredimus aufgeführt (Stand: 28. September 2022).

## Kulturdenkmal nach Ortsteil

### Greiweldingen
| Bild                      | Bezeichnung               | Lage                                      | Beschreibung | Stufe | Eingetragen seit |
| ------------------------- | ------------------------- | ----------------------------------------- | ------------ | ----- | ---------------- |
| Gebäude mit Nebengebäuden | Gebäude mit Nebengebäuden | op der Baach, an der grousser Wis (Karte) |              | IS    | 17. Juli 2009    |
| Gebäude                   | Gebäude                   | 4, Gemengebréck (Karte)                   |              | IS    | 7. März 2011     |

### Stadtbredimus
| Bild                                                         | Bezeichnung                                                  | Lage                            | Beschreibung | Stufe | Eingetragen seit |
| ------------------------------------------------------------ | ------------------------------------------------------------ | ------------------------------- | ------------ | ----- | ---------------- |
| Gebäude                                                      | Gebäude                                                      | 32, Dicksstrooss (Karte)        |              | PCN   | 22. April 2020   |
| Wegkapelle                                                   | Wegkapelle                                                   | Gewännchen (Karte)              |              | PCN   | 23. Juli 2021    |
| Gebäude                                                      | Gebäude                                                      | 31, Dicksstrooss (Karte)        |              | IS    | 6. Mai 2011      |
| erhaltene Teile des ehemaligen Barockschlosses Stadtbredimus | erhaltene Teile des ehemaligen Barockschlosses Stadtbredimus | 12, Wäistrooss (Karte)          |              | IS    | 8. Februar 2013  |
| Gebäude                                                      | Gebäude                                                      | 7, Klaensberreg (Karte)         |              | IS    | 18. Februar 2019 |
|                                                              | Gebäude                                                      | 5, 7 und 9, Dicksstross (Karte) |              | IS    | 19. Juli 2019    |

Legende: PCN – Immeubles et objets bénéficiant des effets de classement comme patrimoine culturel national; IS – Immeubles et objets inscrits à l’inventaire supplémentaire

## Quelle
- Liste des immeubles et objets beneficiant d’une protection nationales, Nationales Institut für das gebaute Erbe, Fassung vom 12. September 2022, S. 120 f. (PDF)

- Karte mit allen Koordinaten:
- OSM |
- WikiMap